# Creatures 2: Torture Trouble
Creatures 2: Torture Trouble (anche presentato col titolo Creatures II e col sottotitolo Clyde Radcliffe in Torture Trouble) è un videogioco a piattaforme con elementi rompicapo pubblicato nel 1992 per Commodore 64 dall'editrice britannica Thalamus. È il seguito di Creatures del 1990, degli stessi autori. Come nel predecessore, i personaggi sono creature stile cartone animato, solo in apparenza "tenere". Dal primo Creatures riprende l'idea di successo delle schermate di tortura, livelli particolari in cui bisogna salvare i propri simili prima che vengano trucidati in modo contorto e comico. In Creatures 2 il gioco diventa incentrato proprio su questi livelli, intervallati da altri con meccaniche differenti e nuove rispetto al primo episodio.
Creatures 2 ottenne molti ottimi giudizi dalla critica, tra cui una "medaglia d'oro" con voto del 97% da Zzap!64 81.

## Modalità di gioco
Il giocatore controlla la creaturina Clyde Radcliffe (un "Fuzzy") che deve salvare i suoi figli da altre creature di vario aspetto. Si devono affrontare tre isole, ciascuna costituita da sei livelli con meccaniche di gioco tra loro diverse. La visuale è sempre bidimensionale laterale. Di seguito sono descritti i sei tipi di livelli nell'ordine in cui compaiono, che è lo stesso in ogni isola.
1. Torture screen (schermata di tortura): Clyde deve salvare uno dei figli che sta subendo cose terribili, come essere spinto verso una pressa, sospeso sopra un coccodrillo affamato o girato su un girarrosto. Questi livelli sono schermate a piattaforme, con conformazione sempre diversa e con enigmi da risolvere. Bisogna capire come personaggi, macchinari ed elementi dello scenario interagiscono e trovare il modo di fermare la tortura prima che sia troppo tardi. Clyde può camminare a destra e sinistra, saltare, sparare con un'arma base, ed emettere un soffio infuocato, potente ma a corto raggio. Alcuni nemici eliminati lasciano pozioni che forniscono nuove armi selezionabili al posto di quella base. Se si riesce a completare il livello, spesso saranno i torturatori a subire conseguenze sanguinose.
2. Interlude screen (schermata di intermezzo): Clyde e un altro Fuzzy trasportano un tappeto elastico e devono salvare altri Fuzzy che vengono gettati dall'alto uno alla volta, facendoli rimbalzare fino a un traguardo sul lato opposto dello schermo. I due possono spostarsi solo in orizzontale alla base dello schermo e inclinare il tappeto a destra o sinistra per variare la direzione di rimbalzo. In aria compaiono delle monete che il Fuzzy rimbalzante può raccogliere e ogni cinque monete si vince una vita.
3. Un altro torture screen.
4. Un altro interlude screen.
5. Demon screen (schermata demoni): in una stanza con mura di pietra Clyde deve affrontare una famiglia di tre demoni volanti, uno alla volta, da uno molto piccolo a uno enorme. Clyde si muove solo in orizzontale sul pavimento e può calciare lontano delle creaturine tonde, per lui innocue, che arrivano in continuazione. Ai due lati della stanza ci sono due aspiratori che risucchiano le creaturine calciate e poi le sparano come arma contro il demone. Gli aspiratori possono sparare in orizzontale a tre diverse altezze, selezionabili dal giocatore.
6. Island hoppin' (salto tra isole): Clyde, con attrezzatura subacquea, deve trasportare i Fuzzy salvati da un'isola all'altra, nuotando in un tratto di mare pieno di pesci e altre creature da evitare. Un Fuzzy alla volta può stare sopra Clyde mentre nuota in superficie; se Clyde si immerge il Fuzzy rimane a galla per un po', ma poi annega. Ci sono alcune isolette galleggianti che Clyde deve superare nuotando sotto e il Fuzzy camminandoci sopra. Questi sono gli unici livelli più grandi dello schermo, con scorrimento orizzontale. Clyde può nuotare in tutte le direzioni e dare alcuni comandi al Fuzzy. Anche qui si possono raccogliere monete bonus.

Si passa quindi a una nuova isola, ricominciando dal punto 1. L'ultima isola non ha il sesto livello e termina con la sconfitta dei demoni. I livelli torture e interlude variano molto sul piano estetico e hanno ambientazioni di giungla, innevate con nevicata in corso, in caverne, e in boschi diurni o notturni.
Esistono stanze segrete bonus, secondo il manuale raggiungibili solo in particolari luoghi e momenti dai torture screen, dove si raccolgono le creaturine che annuiscono per ottenere punteggio, mentre se si toccano le creaturine che non annuiscono il livello bonus termina.